# Rafael Andia
Rafael Andia (30 de noviembre de 1942) es un guitarrista francés.

## Biografía
Nacido en Francia de padres españoles republicanos, Rafael Andia estudia primero violín pero se siente atraído por su propia tradición musical familiar. El flamenco que practica entonces durante  varios años es seguido por la guitarra clásica, pero su visión de ésta quedará para siempre bajo aquella primera influencia.
Rafael ANDIA habrá marcado su generación por una actividad guitarrística de las más completas. Su reputación suena en el campo de la Música contemporánea en el cual ha estrenado algunas de las obras más significativas de la escritura de nuestro tiempo. En el de la música antigua (ha ampliamente contribuido al renacer de la guitarra barroca, particularmente a través de la obra de Robert de Visée), y también como guitarrista e investigador en el CNRS), como en el campo de la guitarra española, cuya técnica ha popularizado en el ambiente de la escuela francesa como profesor de guitarra barroca y clásica en la École Normale de Musique de Paris desde 1971.
Compositor y Director de colecciones, ha aportado constantemente su tributo al repertorio pedagógico, antiguo, clásico o contemporáneo.

## Discos
- 1974	Los Clásicos de la Guitarra: Padre Antonio Soler, Sousa Carvalho, Domenico Scarlatti, Enrique Granados, Joaquin Turina, Emilio Pujol, Manuel de Falla. Chorus 19733
- 1979	Obras maestras de los museos de Francia:  Gaspar Sanz, Francisco Guerau, sobre instrumentos originales del siglo XVII.  Densité 7
- 1984	François Le Coq (1729): la obra para guitarra barroca. (estreno discográfico). MW 80045 (GHA 126.062)
- 1985   Villa-Lobos: Los cinco Preludios y André Jolivet: la obra para guitarra sola (estreno discográfico). Lyrinx 034
- 1986   Robert de Visée (1682/1686): integral para guitarra barroca (estreno discográfico). Harmonia Mundi,  caja 118688,  CD 901186
- 1990	“Guitar”: Tristan Murail, Yoshihisa Taïra, Michèle Reverdy, Philippe Drogoz, Claude Ballif (estreno discográfico): Adda / Musidisc CD 590019
- 1999	Joaquin Turina: integral para guitarra (estreno discográfico) Harmonia Mundi  CD HMC 905246
- 2002	Isaac Albéniz: integral para guitarra (estreno discográfico)  Mandala CD Man 5030
- 2006	Manuel de Falla: integral para guitarra (estreno discográfico)  Mandala CD 5112
- 2013   Inmemorial - Obras para una y dos guitarras, con Claire Sananikone, Solstice SOCD 295

## Estrenos
guitarra sola:
- Claude Ballif	       Solfeggietto no 6, op. 36
- Graciane Finzi	       Non se muove una foglia
- André Jolivet	       Tombeau de Robert de Visée
- Tristan Murail	       Tellur
- José-Luis Narvaez     Vision Clásica del Flamenco
- Michèle Reverdy       Triade
- Henri Sauguet          Musiques pour Claudel
- Yoshihisa Taïra	      Monodrame III

otros:
- Claude Ballif	          Poème de la Félicité, para tres voces, percusión y guitarra, dir. Yves Prin, Radio- France 1979
- Bruno Ducol	          Des Scènes d’Enfants, con Renaud François, flauta, Radio-France 1984
- Christiane Le Bordays  Concerto de Azul, Orquesta de Nice-Côte d’Azur, dir. Pol Mule, Radio-France 1976
- Tod Machover	          Déplacements, para guitarra y cinta magnética, Festival de la Jeune Musique, Varsovie 1984 (Estreno para Europa)
- Philippe Manoury	  Musique, para dos arpas, dos perc. mandolina y guitarra, dir.Guy Reibel, Radio-France 1986
- Yoshihisa Taïra	          Pénombres I et II, (versión para guitarra sola y doze cuerdas), Ensemble Ars Nova, dir. Philippe Nahon, Maison de la Culture de La Rochelle 1988
- Jean Jacques Werner	  Duo Concertant, con Francis Pierre, arpa, Radio-France 1977

## Publicaciones
- 1969:  "Calibración de un espectrómetro Ebert-Fastie", tesis universidad Paris VI
- 1970: "Infrared Absorption Spectrum of Methane from 2884 to 3141 cm-1", L. Henry, N. Husson R. Andia y A. Valentin, Journal of molecular spectroscopy 36, 511-520 (1970)
- 1978: La Guitare Baroque, Paris, Les Goûts Réunis
- 1981: Le Guide de la Guitare, Paris, ediciones Mazarine, artículos Le Répertoire de la Guitare y Le Flamenco
- 1985: La Guitare, Paris, ediciones Jean-Claude Lattès, (se publicará)
- 1999: Robert de Visée, los dos libros para guitarra (1682-1686), Paris, Éditions musicales transatlantiques, en colaboración con Hélène Charnassé y Gérard Rebours ISBN 2903933510
- 2000: Francisco Tárrega, the collected guitar works, Heidelberg, Chanterelle verlag, prefacio de los dos tomos.

## Colecciones
La Guitare contemporaine, colección Rafael Andia.
- Claude Ballif, Solfeggietto op. 36
- Leo Brouwer, El Decameron Negro.
- Stephen Dembski, Sunwood.
- Philippe Drogoz, Prélude à la mise à mort.
- Philippe Drogoz, Voyage pour une guitare.
- Arnaud Dumond, 5 Haïkus Atonaux.
- Félix Ibarrondo, Cristal y Piedra.
- André Jolivet, Le Tombeau de Robert de Visée.
- Aram Jachaturián, Prélude para guitarra.
- Edith Lejet, Balance.
- Tod Machover, Déplacements.
- Georges Migot, Pour un hommage à Claude Debussy.
- Tristan Murail, Tellur.
- Yves-Marie Pasquet, Les Oiseaux du regard.
- Michèle Reverdy, Triade.
- Jeannine Richer, Piège VI.
- Anne Sédès, Pièce n° 1.
- Yoshihisa Taïra, Monodrame III.
- Alain Weber, Quasi Sonatina.

Guitarra Ibérica, colección Rafael Andia.
Rafael Andia, 
- Canciones Flamencas antiguas para dos guitarras.
- Improvisación al Estudio de Cano.
- Impulsivo
- Flamenco Miniatura, 8 piezas para principiantes.

Miguel Castaños
- Flamenco de base

Williams Montesinos
- Imágenes para Aguirre

José-Luis Narvaez
- Cerro de la Luna
- Rumba
- Sonata Flamenca para dos guitarras.
- Visión Clásica del Flamenco.

Joaquín Turina
- Cinq Danses Gitanes, op. 55 para guitarra.
- Tango, op 8 n°2 para guitarra.

Narciso Yepes
- Jeux Interdits para cuatro guitarras.